# Niver Arango
Niver Arango (Medellín, Colombia; 6 de mayo de 1991) es un futbolista Colombiano. Juega de mediocampista.

## Clubes
| Club              | País      | Año         |
| ----------------- | --------- | ----------- |
| Real Santander    | Colombia  | 2011 - 2013 |
| Alianza Petrolera | Colombia  | 2012 - 2014 |
| Andino            | Argentina | 2015        |
| Plaza Colonia     | Uruguay   | 2015 - 2016 |
| Unión Magdalena   | Colombia  | 2016 - 2017 |

## Palmarés

### Campeonatos nacionales
| Título    | Club              | País     | Año  |
| --------- | ----------------- | -------- | ---- |
| Primera B | Alianza Petrolera | Colombia | 2012 |